# Новое королевство Гранада
Новое королевство Гранада (исп. Nuevo Reino de Granada), или Королевство Новая Гранада, — группа испанских колониальных провинций XVI века на севере Южной Америки, которой руководил президент аудиенсии Санта-Фе. Ныне территория королевства относится в основном к Колумбии, Панаме и Венесуэле. Конкистадоры первоначально организовали его в качестве генерал-капитанства в рамках Вице-королевство Перу. Корона установила аудиенсию в 1549 году. В конечном счете королевство стало частью Вице-королевства Новой Гранады — сначала в 1717 году и навсегда в 1739 году. После нескольких попыток создать независимые государства в 1810-х годах, королевство и вице-королевство перестали существовать в 1819 году с созданием Великой Колумбии.

## История

### Открытие и заселение
В 1514 году испанцы первыми поселились в этом районе. С города Санта-Марта (основан 29 июля 1525 года испанским конкистадором Родриго де Бастидасом) и Картахены (1533), испанцы установили контроль над побережьем, и начали расширение колониального контроля в глубь континента. Начиная с 1536 года, Гонсало Хименес де Кесада исследовал обширные горные районы региона, следуя по реке Магдалена в Восточная Кордильера. Там его войско разгромило государство Муиска и основало город Санта-Фе-де-Богота. Кесада назвал регион «El nuevo reino de Granada» (с исп. — «Новое королевство Гранада») в честь части Испанского полуострова, отвоеванной у мавров последней, где жили братья де Кесада. После того, как он отправился в Испанию в мае 1539 года, управление колонией было передано его брату Эрнану. Де Кесада, однако, потерял контроль над провинцией, когда император Карл V предоставил право властвовать над районом, чтобы соперничать с конкистадором Себастьяном де Белалькасаром в 1540 году, вторгся на территорию современного Эквадора и стал самопровозглашенным губернатором города Попаяна.

### Регуляризация правительства
Победа Белалькасара поместила регион под власть вице-королевства Перу, которое в то время только организовывалось. Карл V распорядился создать аудиенсию, тип вышестоящего суда, который объединил исполнительную и судебную власть в Санта-Фе-де-Богота в 1549 году.

## Список губернаторов
| Вступление в должность | Окончание полномочий | Губернатор                    |
| ---------------------- | -------------------- | ----------------------------- |
| 1538                   | 1539                 | Гонсало Хименес де Кесада     |
| 1539                   | 1542                 | Эрнан Перес де Кесада         |
| 1542                   | 1544                 | Алонсо Луис Фернандес де Луго |
| 1544                   | 1545                 | Лопе Монтальво де Луго        |
| 1545                   | 1546                 | Педро де Урсуа                |
| 1546                   | 1550                 | Мигель Диас де Армендариз     |
| 1551                   | 1558                 | Хуан де Монтаньо              |

## Королевская аудиенсия
Королевская аудиенсия была создана королевским приказом 17 июля 1549 года. Ей была дана власть над провинциями Санта-Марта, Рио-де-Сан-Хуан, Попаян, Гайана и Картахена-де-Индиас. Аудиенсии было поручено чинить правосудие, но она также должна была надзирать за местным правительством и заселением территорий. 7 апреля 1550 года была проведена первая сессия аудиенсии в особняке на площади Пласа-Майор на месте нынешнего Колумбийского Дворца правосудия.
Первоначально все судьи представляли исполнительную власть. После того как несколько визитёров, королевских инспекторов, были отправлены для улучшения работы аудиенсии, в 1564 году исполнительная власть была централизована под одной должностью, президентом аудиенсии, который также был назначен губернатором и главнокомандующим генералом. По этой причине регион в то время также назывался президенцией. Президент был слабо зависим от вице-короля Перу в Лиме, как в административных, так и в военных вопросах. Судебные границы аудиенсии охватывали всю территорию Королевства.
Закон VIII («Королевская Аудиенсия и канцелярия Санта-Фе в Королевстве Новая Гранада») раздела XV («Королевская аудиенсия и канцелярии Индии») Книги II «Сборника законов Индий» 1680 года, который содержит постановления от 17 июля 1549 г.; 10 мая 1554 года; и 1 августа 1572 года, описывает права и функции аудиенсии.
В Санта-Фе-де-Боготе Нового Королевства Гранада разместить Королевскую аудиенсию и назначить в канцелярию президента, губернатора и главнокомандующего генерала; пять судей по гражданским делам [oidores], которые также являются судьями по уголовным делам [alcaldes del crimen]; поверенного короны [fiscal]; судебный исполнитель [alguacil mayor]; лейтенант Гран-канцлера; и других необходимых министров и должностных лиц, которые будут служить для округов провинции Нового Королевства, а также провинции Санта-Марта, Департамента Рио-де-Сан-Хуан и Попаян, за исключением тех мест, которые обозначены для Королевской аудиенсии в Кито; и Гайаны, или Эльдорадо, он будет иметь то, что не принадлежит Королевской аудиенсии в Санто-Доминго, и Картахенской провинции; разделяя границы: на юге с упомянутой судиенсией в Кито и неоткрытыми землями, на западе и севере с Северным морем и провинциями, принадлежащими Королевской аудиенсии Эспаньолы, на западе, с одной из Tierra Firme. И мы приказываем, чтобы губернатор и генерал-майор провинций и президент их Королевской аудиенсии, использовали и использовали сами по себе правительство всего района этой аудиенсии, таким же образом, как и наше Вице-королевство Новой Испании и назначить репартимьенто индейцев и других офисов, которые должны быть назначены, и следить за всеми делами и делами, принадлежащими правительству, и чтобы oidores из упомянутой аудиенсии не вмешивались в это, и что все подписывают, что в вопросах справедливости предусмотрено, приговорено и выполнено.
Ещё одно изменение произошло в рамках Бурбонских реформ XVIII века. Из-за медленного сообщения между Лимой и Боготой Бурбоны решили создать в 1717 году независимое Вице-королевство Новой Гранады (которое было восстановлено в 1739 году после короткого перерыва). Губернатор-президент Боготы стал наместником нового образования, с военным и исполнительным контролем над соседним председательством Кито и провинциями Венесуэлы.

## Административное деление
Новоспеченное королевство было поделено на несколько провинций:
| Провинция                                                                                    | Столица                                      | Основано | Основатель                    |
| -------------------------------------------------------------------------------------------- | -------------------------------------------- | -------- | ----------------------------- |
| Провинция Санта-Марта                                                                        | Санта-Марта                                  | 1525     | Дон Родриго де Бастидас       |
| Провинция Картахена-де-Индиас                                                                | Картахена-де-Индиас (альтернативная столица) | 1533     | Дон Педро де Хередиа          |
| Провинция Попаян                                                                             | Попаян                                       | 1537     | Дон Себастьян де Белалькасар  |
| Провинция Пасто                                                                              | Сан-Хуан-де-Пасто                            | 1539     | Дон Лоренцо де Алдана         |
| Провинция Санта-Фе (де Богота), область, первоначально названная «Новое Королевство Гранада» | Санта-Фе-де-Богота (столица)                 | 1538     | Дон Гонсало Хименес де Кесада |
| Провинция Тунха                                                                              | Тунха                                        | 1539     | Дон Гонсало Суарес Рендон     |
| Провинция Антиокия                                                                           | Санта-Фе-де-Антиокия                         | 1541     | Дон Хорхе Робледо             |
| Провинция Чоко                                                                               | Кибдо                                        | 1648     | Мануэль Канисалес             |
| Провинция Панама                                                                             | Панама                                       | 1519     | Дон Педро Ариас Давила        |
| Провинция Гайана (особая провинция)                                                          | Сьюдад-Боливар                               | 1595     | Дон Антонио де Берриос        |

## Крупнейшие города

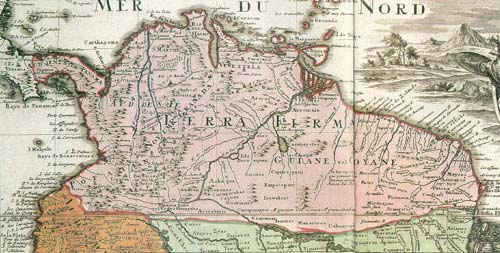
Старая карта Tierra Firme, показывающая начальное административное деление региона

Крупнейшими городами Королевства Новая Гранада в 1791 году были:
1. Картахена-де-Индиас (Cartagena de Indias), население — 154 304 человек.
2. Санта-Фе-де-Богота (Santa Fé de Bogotá), население — 108 533 человек.
3. Попаян (Popayan), население — 56 783 человек.
4. Санта-Марта (Santa Marta), население — 49 830 человек.
5. Тунха (Tunja), население — 43 850 человек.
6. Санта-Крус-де-Момпос (Santa Cruz de Mompox), население — 24 332 человек.